# Vroege franjehoed
De vroege franjehoed (Psathyrella spadiceogrisea) is een schimmel behorend tot de familie Psathyrellaceae. Hij leeft saprotroof op de grond. Soms zit hij op takjes of houtsnippers en zelden op stammen of stronken. Hij komt voor in loof- en gemengde bossen, parken, plantsoenen, struwelen en lanen, zeer zelden in graslanden, op vochtige tot droge, min of meer voedselrijke klei, leem en humeus zand.

## Kenmerken

### Uiterlijke kenmerken
Hoed
De hoed heeft een diameter van 15-55 mm. De vorm is aanvankelijk aanvankelijk stomphoekig kegelvormig met naar binnen gebogen rand, later conisch-convex tot vlak, soms geribbeld in oudere exemplaren. De kleur varieert van donkerroodbruin tot verschillende tinten bruin, oranje en geel, soms glanzend en hygrofaan. Alleen bij jonge vruchtlichamen bedekt met witte vlokken die de overblijfselen zijn van de hoed.
Lamellen
De lamellen zijn aangehecht. De kleur is eerst bleekgeel tot hazelnootbruin, later paarsbruin. 
Steel
De steel is 40-80 mm lang en 1,5–8 mm dik. De steel is cilindrisch, broos, hol van binnen, enigszins geworteld aan de basis. Het oppervlak is glad, zijdeachtig, bedekt met longitudinaal gerangschikte fibrillen. De kleur van jonge exemplaren is witachtig, bij oudere en na het keuzen okergeel.
Vlees
Het vlees is dun, broos en absorbeerd water. Aanvankelijk vuilwit, later lichtbruin. De geur is niet onderscheidend en de smaak varieert van mild tot bitter.
Sporenprint
De sporenprint is donkerbruin met een paarse tint.

### Microscopische kenmerken
De basidia zijn 4-sporig en meten 18–24(–30) × 7–9(–10) µm. De sporen zijn elliptisch tot subcilindrisch, glad met een duidelijke kiempore en meten (6–)7–10,1(–10,7) × (3,5–)3,8–5,5(–5,8) µm, gemiddeld 7,7–9 × 4,3–5,2 µm, met een Q-getal van (1,4–) 1,6–2,2 en Q-avg van 1,75–2. Ze worden donkerbruin in KOH. De pleurocystidia zijn dunwandig, voornamelijk utriform en meten 30–64 × 9–20 μm. De cheilocystidia zijn zeldzaam tot verspreid voorkomend in het hymenium en meten 25–45 (–50) × 10–18 µm. De paracystidia zijn talrijk aawezig, soms met verdikte wanden, zelden geincrusteerd en meten 8–33(–42) × 5-17(–20) µm. Er zijn gespen aanwezig.

## Ecologie
De vroege franjehoed groeit in loofbossen en langs wegen. Deze saprotroof heeft mycelium dat zich ontwikkelt op rotte bladeren, humus en verschillende soorten organische stoffen. Vruchtlichamen verschijnen van maart tot november.

## Verspreiding
De soort is wijdverspreid in Europa. Hij komt ook voor in Noord-Amerika en Azië.
In Nederland komt de vroege franjehoed zeer algemeen voor.

## Foto's

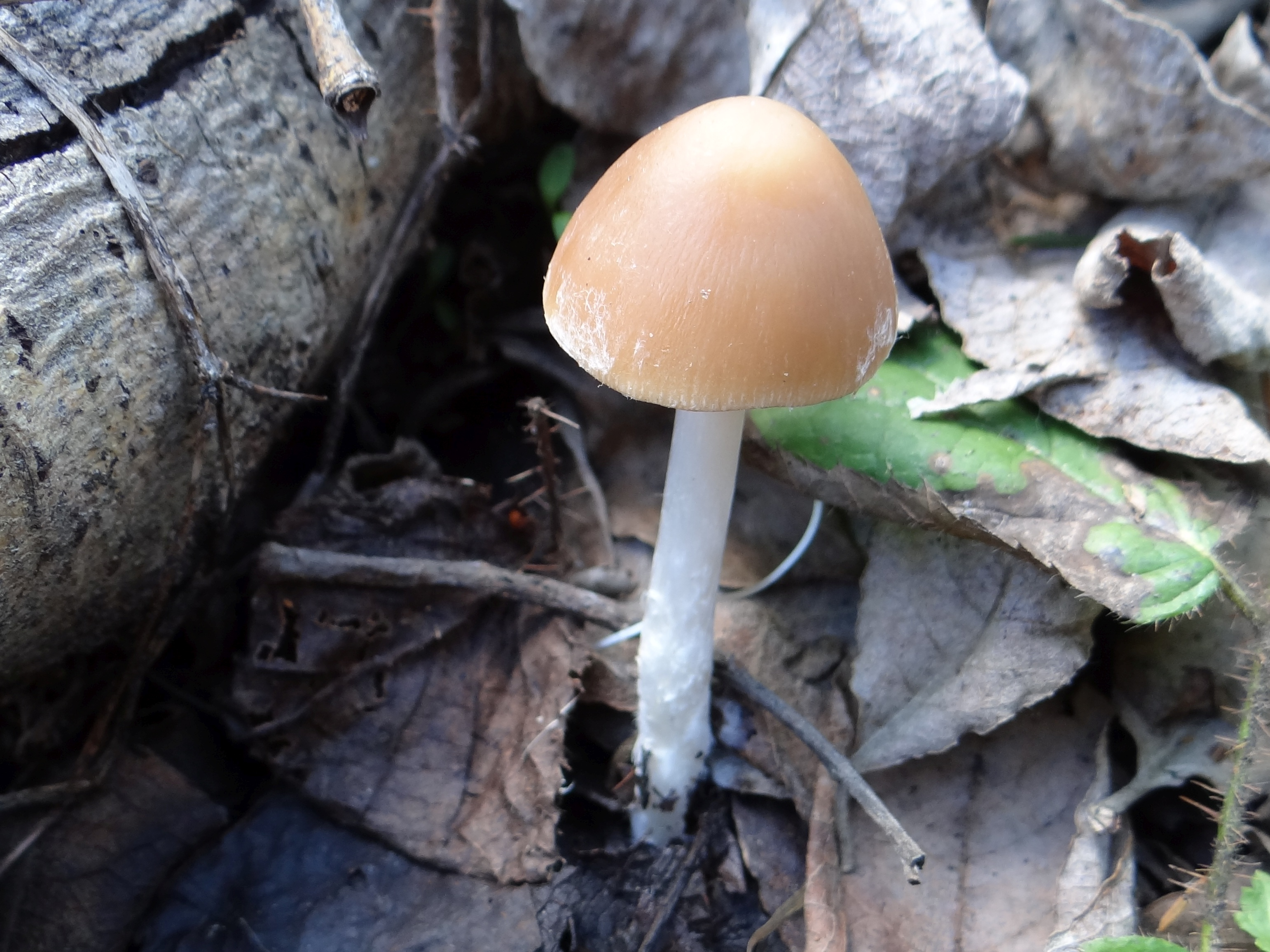
Zijaanzicht
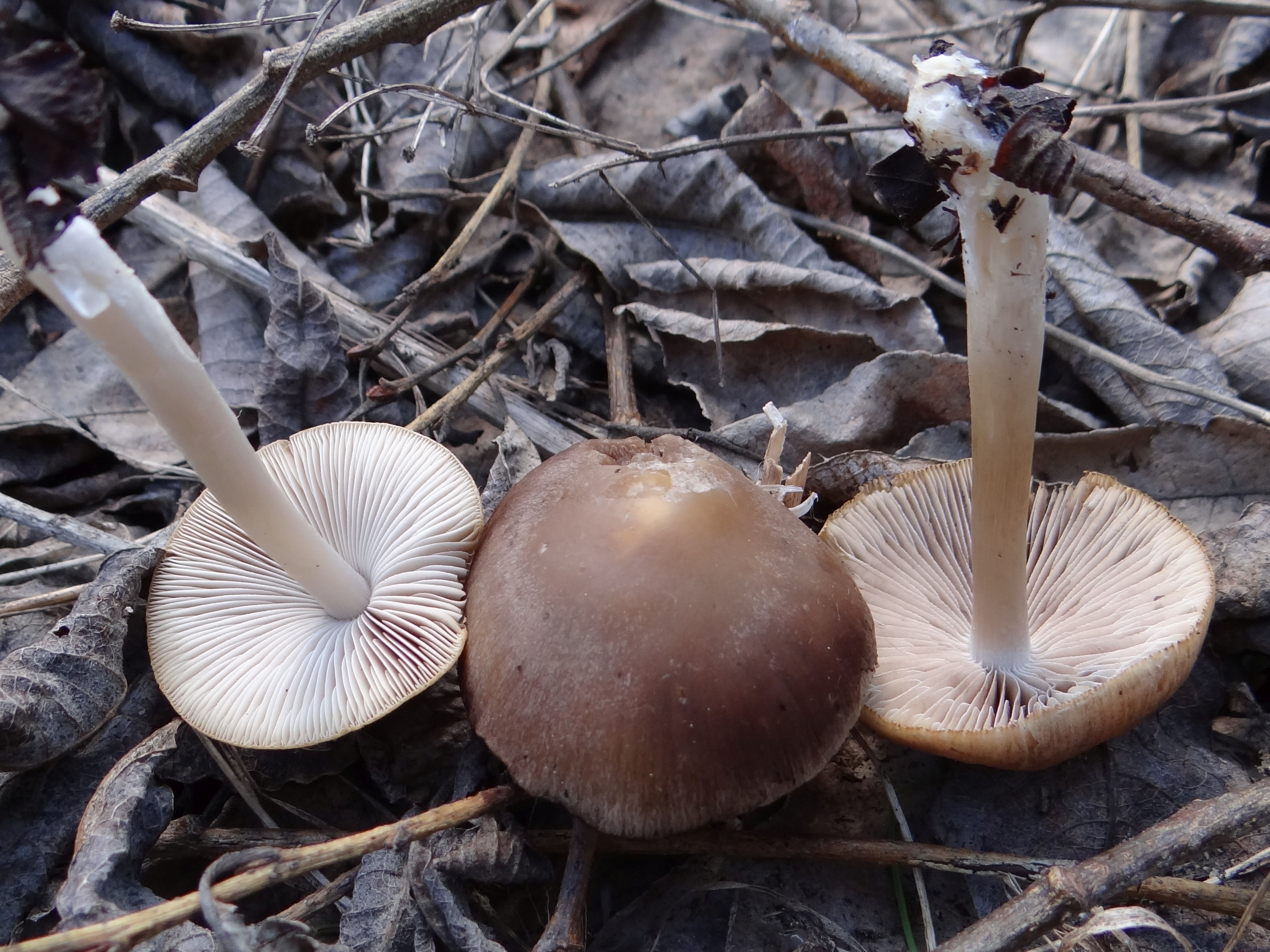
Hoed en lamellen